# Gustaf Åkerhielm
Johan Gustaf Nils Samuel Åkerhielm (ur. 24 czerwca 1833 w Sztokholmie, zm. 2 kwietnia 1900 tamże) – szwedzki polityk.

## Życiorys
Objął stanowisko premiera 12 października 1889. Jego rząd prowadził politykę umiarkowanego protekcjonizmu. Podał się do dymisji (10 lipca 1891) po kontrowersyjnej wypowiedzi na temat pozostającej ze Szwecją w unii Norwegii. W 1899 pełnił funkcję ministra spraw zagranicznych.